# Wim Scherpenhuijsen Rom
Willem Elmert (Wim) Scherpenhuijsen Rom (Utrecht, 15 maart 1933 – Leusden, 31 juli 2020) was een militair en bankier.

## Biografie
Rom volgde eerst een officiersopleiding aan de Koninklijke Militaire Academie te Breda en diende als laatste als kapitein bij de Koninklijke Luchtmacht en volgde een opleiding tot registeraccountant. Hij  trad als controller in 1967 uit militaire dienst om te gaan werken bij de Nederlandsche Middenstandsbank. Na acht jaar werd hij opgenomen in de raad van bestuur van de bank om in 1976 daarvan voorzitter te worden. Hij begeleidde de fusie van de NMB met de Postbank N.V. die in 1989 haar beslag kreeg en werd vervolgens voorzitter van de raad van bestuur van de NMB Postbank Groep, hetgeen hij bleef tot 1991. In die laatste functie begeleidde hij de fusie met Nationale-Nederlanden en werd hij voorzitter van de raad van bestuur van de daardoor ontstane ING Groep in 1992. Al na enkele weken moest hij aftreden vanwege een schandaal van medebestuurders rond privéhandel met voorkennis in aandelen waarvan hij kennis zou hebben gehad. Desondanks gold Rom als een onkreukbaar bestuurder.
Rom was van 1991 tot 1994 tevens voorzitter van de Nederlandse Vereniging van Banken. Vervolgens was hij tot 2002 voorzitter van de raad van commissarissen of president-commissaris van verscheidene grote bedrijven, zoals Pink Roccade, SDU en Haskoning. Hij had als voorzitter ook enkele publieke nevenfuncties.
Rom had een grote muzikale belangstelling en was voorzitter van het Koninklijk Concertgebouworkest, van de Vrienden van het Concertgebouw en het Koninklijk Concertgebouworkest en levenspartner van musici. Hij was Ridder in de Orde van de Nederlandse Leeuw.

### Familie
W.E. Scherpenhuijsen Rom RA is een telg uit het in het Nederland's Patriciaat opgenomen geslacht Rom en een zoon van ing. Elmert Scherpenhuijsen Rom (1888-1980) en Marianne Content (1885-1986). Zijn broer Elmert (1912-1944) was ambtenaar bij het bevolkingsregister in Amsterdam en kwam om in Duitse krijgsgevangenschap in Königswartha; daarop werd aan Rom in 1945 de voornaam Elmert toegevoegd. Hij trouwde in 1955 met de violiste Verena (Vreni) Kaufmann met wie hij vier kinderen kreeg. Hij was vervolgens tot haar overlijden de levenspartner van sopraan Arleen Augér (1939-1993). In 1998 trouwde hij met een musicologe. Zijn jongste zoon is getrouwd met de directeur van het Van Goghmuseum, Emilie Gordenker.